# Wombs
Wombs est un manga de Yumiko Shirai. Il est prépublié à partir de 2009 dans le magazine Monthly Ikki de l'éditeur Shōgakukan, puis, à la suite de la disparition du magazine, sa publication se poursuit directement sur Internet et en tankōbon. Cinq tomes sont publiés entre 2010 et 2016. La version française est publiée en 2021 aux éditions Akata.
Entre 2020 et 2021, Yumiko Shirai publie une série préquelle intitulée Wombs Cradle, publiée dans le magazine numérique Web Action de l'éditeur Futabasha. La version française est également publiée par Akata.

## Synopsis
Sur la planète Hekiou, la guerre continue entre la première vague d'immigrants et la seconde. Une partie importante de l'armée utilise une créature indigène, le Niebass, pour donner à ses soldats des capacités de translocation. Ces soldats sont tous des femmes, avec la créature extraterrestre transplantée dans leur ventre. Certaines personnes voient cette pratique comme une violation des femmes humaines par des extraterrestres, et le petit ami de Mana Oga a une perspective similaire sur la question. Mana Oga est un nouveau soldat dans cette section, et l'histoire la suit ainsi que les autres femmes de son groupe qui acceptent les créatures extraterrestres dans leur ventre afin de défendre leurs maisons.

## Manga
Wombs, écrit et illustré par Yumiko Shirai, a fait ses débuts dans Monthly Ikki de l'éditeur Shogakukan le 25 avril 2009. La série a été régulièrement publiée dans le magazine pour seize chapitres jusqu'au 25 octobre 2010, et elle a ensuite été directement publiée via des volumes tankōbon,, bien que le premier chapitre du troisième volume ait été publié par le magazine à l'avance le 25 avril 2012. Les cinq volumes tankōbon de Wombs ont été publiés du 29 janvier 2010 au 29 janvier 2016. En France, le manga paraît en 2021 aux éditions Akata.

## Accueil
Wombs était l'une des œuvres recommandées par le jury au 14e Japan Media Arts Festival en 2010. La série a remporté le 37e Grand prix Nihon SF décerné par les écrivains de science-fiction et de fantaisie du Japon (SFWJ). Le manga a été nommé pour le 48e prix Seiun dans la catégorie Meilleure bande dessinée en 2017.